# Riachão do Bacamarte
Riachão do Bacamarte là một đô thị thuộc bang Paraíba, Brasil. Đô thị này có diện tích 38,369 km², dân số năm 2007 là 4071 người, mật độ 106,1 người/km².